# Implicación material
En lógica proposicional, la implicación material o definición del condicional es una regla de reemplazo válida que permite que una declaración condicional sea sustituida por una disyunción si y solo si el antecedente es negado. La regla establece que P implica Q es lógicamente equivalente a no-P o Q y puede sustituir a otra en demostraciones lógicas.
{\displaystyle P\to Q\Leftrightarrow \neg P\lor Q}
Donde "{\displaystyle \leftrightarrow }" es un símbolo metalógico que representa  "puede ser reemplazado en una demostración con."

## Notación formal
La regla de implicación material puede escribirse en la notación subsiguiente:
{\displaystyle (P\to Q)\vdash (\neg P\lor Q)}
donde {\displaystyle \vdash } es un símbolo metalógico que significa que {\displaystyle \neg P\lor Q} es una consecuencia sintáctica de {\displaystyle (P\to Q)} en algún sistema lógico;
y expresado como una tautología verdad-funcional o teorema de la lógica proposicional:
{\displaystyle ((P\lor Q)\land \neg P)\to Q}
donde la regla es que cada vez que en las líneas de una demostración aparezcan las instancias de "{\displaystyle P\to Q}", éstas pueden ser reemplazadas con "{\displaystyle \neg P\lor Q}".
y expresado como una tautología o teorema de la lógica proposicional.
{\displaystyle (P\to Q)\to (\neg P\lor Q)}
donde {\displaystyle P} y {\displaystyle Q} son proposiciones expresadas en algún sistema formal.

## Ejemplo
Si se trata de un oso, entonces puede nadar.
Por lo tanto, no es un oso o puede nadar.
donde {\displaystyle P} es la declaración "es un oso" y {\displaystyle Q} es la declaración "este puede nadar".
Si se encontró que el oso no sabía nadar, escrito simbólicamente como {\displaystyle P\land \neg Q}, entonces ambas frases son falsas, pero de lo contrario son ambas verdaderas.